# Hanzade Sultan (figlia di Şehzade Ömer Faruk)
Zehra Hanzade Sultan (turco ottomano: زهرا خانزادہ سلطان, lett. "splendente" e "discendente del Khan", anche nota come Hanzade Osmanoğlu; Istanbul, 12 settembre 1923 – Parigi, 19 marzo 1998) è stata una principessa ottomana, figlia di Şehzade Ömer Faruk, figlio del califfo Abdülmecid II, e di Rukiye Sabiha Sultan, figlia del sultano Mehmed VI.

## Origini
Zehra Hanzade Sultan nacque il 12 settembre 1923 a Istanbul, nel palazzo Dolmabahçe, durante la dissoluzione dell'Impero ottomano. Era figlia di Şehzade Ömer Faruk, figlio dell'ultimo califfo ottomano Abdülmecid II e di Şehsuvar Hanim, e di Rukiye Sabiha Sultan, figlia dell'ultimo sultano ottomano Mehmed VIe di Nazikeda Kadın. Aveva una sorella maggiore, Fatma Neslişah Sultan, e una minore, Necla Hibetullah Sultan.
Un mese dopo la sua nascita la monarchia ottomana fu abolita e cinque mesi dopo, nel marzo 1924, l'intera dinastia ottomana venne esiliata, così sua madre dovette raggiungere suo marito in Svizzera, viaggiando sola con le due figlie piccole sull'Orient Express. Dalla Svizzera si trasferirono poi a Nizza, dove nacque Necla. Con loro viveva anche il nonno paterno Abdülmecid II, che era solito portarla al mare con le sue sorelle nelle belle giornate, e la nonna materna Nazikeda Kadın.  
Nel 1938, Hanzade e la sua famiglia, inclusa la nonna, si trasferirono ad Alessandria d'Egitto.

## Matrimonio
Nel 1940, il principe egiziano Muhammad Abdel Moneim, figlio del chedivè Abbas Hilmi II, chiese in moglie la sorella maggiore di Hanzade, Neslişah. Neslişah voleva rifiutare, ma era sottoposta a una grande pressione da parte di suo padre, che arrivò a minacciare di disconoscerla, perché l'eredità di Moneim, stimata sui 50 milioni di dollari statunitensi, li avrebbe tirati fuori dalla povertà in cui versavano a causa dell'esilio. Hanzade, che era nota come la principessa più bella della sua generazione e soffriva molto la situazione economica e famigliare, si offrì di sposarsi con un buon partito al posto della sorella, volendo intensamente una casa sua e sicurezza economica, ma suo padre le rispose che le ragazze dovevano sposarsi in ordine di nascita.  
Tuttavia, una volta ottenuto il consenso di Neslişah alle nozze col principe Moneim, Faruk decise di accontentare anche Hanzade, e scelse per lei il principe Mehmed Ali Ibrahim, parente del promesso di Neslişah.  
Le due sorelle si sposarono a Il Cairo, nella casa di Aziza Hanim (Palazzo el-Orouba), Neslişah il 26 settembre 1940 e Hanzade il 19 dello stesso mese e anno. Dopo le nozze, Hanzade si trasferì da suo marito, che aveva affittato per loro una grande villa con biblioteca.   
La coppia ebbe una figlia, Sabiha Fazile Hanımsultan, e un figlio, Sultanzade Ahmed Rifat Bey. Nel 1957 Fazile venne chiesta in moglie da Faysal II d'Iraq, proposta che i genitori accettarono malgrado fossero sorpresi dalla sua precocità, dal momento che Fazile andasse ancora a scuola, ma due settimane prima delle nozze Faysal fu ucciso durante un colpo di Stato.  

Hanzade Sultan (a destra) con la figlia Fazile Hanımsultan

Nel 1952 la rivoluzione egiziana mise fine alla monarchia in Egitto e Hanzade e la sua famiglia furono nuovamente esiliati. In quel momento si trovavano a Parigi, in Francia, dove vivevano da alcuni anni e dove decisero di rimanere e ospitarono per qualche mese anche la madre di Hanzade, Sabiha.  
Nel 1944, il matrimonio dei suoi genitori entrò in crisi perché suo padre si era innamorato di Mihriban Mihrişah Sultan. Hanzade e le sue sorelle sostennero la madre, come in occasione della riunione di famiglia per eleggere il successore di Abdülmecid II come capo della famiglia: in quell'occasione, sia Sabiha che le tre figlie si schierarono a favore di Şehzade Ahmed Nihad contro Faruk, che lo interpretò come un segno che Sabiha manipolava le figlie contro di lui. I due divorziarono nel 1948 e Faruk sposò Mihrişah, con cui Hanzade non andò mai d'accordo. 
Nel 1977, Hanzade rimase vedova.

## Morte
Zehra Hanzade Sultan morì il 19 marzo 1998 a Parigi. Venne sepolta il 26 marzo a Istanbul, nel cimitero di Aşiyan Asri, con la madre e le sorelle.

## Discendenza
Dal suo matrimonio, Hanzade Sultan ebbe una figlia e un figlio:
- Principessa Sabiha Fazile Ibrahim Hanımsultan (8 agosto 1941 - 27 settembre 2024). Dopo la morte del suo promesso, Faysal II d'Iraq, si sposò una volta ed ebbe due figli[15].
- Principe Sultanzade Ahmed Rifat Ibrahim Bey (Il Cairo, 31 agosto 1942 - 2 novembre 2011). Il 26 giugno 1969 sposò Emine Ushakligil, senza discendenza[16].